# Who Dat Girl
"Who Dat Girl" é uma canção do rapper estadunidense Flo Rida com a particiopação do cantor de R&B e Hip-Hop senegalês Akon. A canção foi composta por Flo Rida, Dr. Luke, Claude Kelly, Benny Blanco, Bruno Mars e Philip Lawrence e produzida por Dr. Luke e Benny Blanco. A faixa foi lançada em 11 de Janeiro de 2011 como terceiro single de seu terceiro álbum de estúdio Only One Flo (Part 1) de 2010.

## Vídeo da música
O videoclipe foi dirigido por Ray Kay. O lançamento do vídeo ocorreu em 2 de Dezembro 2010 na MTV. No vídeo Flo Rida mostra a um amigo uma foto de uma menina em seu laptop, eo amigo acidentalmente derrama um líquido no laptop então a menina salta para fora do laptop e dá uma festa em sua casa do rapper, na festa estão Flo Rida e Akon dançando com diversas mulheres com os corpos cobertos de tinta fluorescente.

## Desempenho nas paradas
Gráficos semanais
| Paradas (2011)                                | Melhor posição |
| --------------------------------------------- | -------------- |
| Alemanha (Nielsen Company)                    | 35             |
| Austrália (ARIA)                              | 10             |
| Áustria (Ö3 Austria Top 75)                   | 45             |
| Bélgica (Ultratip Bubbling Under de Flandres) | 17             |
| Canadá (Canadian Hot 100)                     | 16             |
| Estados Unidos (Billboard Hot 100)            | 29             |
| Estados Unidos (Billboard R&B/Hip-Hop Songs)  | 65             |
| Estados Unidos (Billboard Mainstream Top 40)  | 23             |
| Estados Unidos (Billboard Rhythmic)           | 21             |
| Reino Unido (OCC UK R&B)                      | 22             |
| Reino Unido (UK Singles Chart)                | 64             |